# Atticus Mitchell
Atticus Dean Mitchell (Toronto, 1993. május 16. –) kanadai színész, zenész.
Legismertebb alakítása Benny Weir a 2011 és 2012 között futott Vámpírunk, a gyerekcsősz című sorozatban. A Rádió-Láz című filmben is szerepelt.

## Fiatalkora
Torontóban született. A torontói Malvern Collegiate Institute-ban érettségizett.

## Pályafutása
Első szerepe 2009-ben volt a Hogyan legyünk Indie című sorozatban. Főszereplő volt a Vámpírunk, a gyerekcsősz című sorozatban. A The Fishwives nevű együttes dobosa.

## Filmográfia

### Filmek
| Év   | Magyar cím               | Eredeti cím               | Szerep  | Magyar hang    |
| ---- | ------------------------ | ------------------------- | ------- | -------------- |
| 2019 |                          | Riot Girls                | Cracker |                |
| 2018 |                          | Darker Than Night         | Tom     |                |
| 2015 |                          | Stonewall                 | Matt    |                |
| 2014 |                          | What We Have              | Lyes    |                |
| 2013 | A kolónia                | The Colony                | Graydon | Nikas Dániel   |
| 2013 | Zombi tábor              | Bunks                     | Wookie  | Czető Roland   |
| 2012 | Rádió-Láz                | Radio Rebel               | Gabe    | Szalay Csongor |
| 2010 | Vámpírunk, a gyerekcsősz | My Babysitter's a Vampire | Benny   | Ungvári Gergő  |

### Televíziós szerepek
| Év        | Magyar cím               | Eredeti cím               | Szerep            | Megjegyzések                           |
| --------- | ------------------------ | ------------------------- | ----------------- | -------------------------------------- |
| 2020      |                          | The Hardy Boys            | JB Cox            | főszereplő                             |
| 2020      |                          | New Eden                  | Travis (hang)     | 2 epizód                               |
| 2018      | A Térség                 | The Expanse               | Ensign Sinopoli   | 2 epizód                               |
| 2017–2019 |                          | Killjoys                  | Pippin Foster     | mellékszereplő                         |
| 2016      |                          | Second Jen                | Garth             | 4 epizód                               |
| 2015      |                          | Young Drunk Punk          | Andrew Shinky     | főszereplő                             |
| 2014      | Fargo                    | Fargo                     | Mickey Hess       | 3 epizód                               |
| 2013      |                          | Hard Rock Medical         | Caleb             | 1 epizód                               |
| 2011–2012 | Vámpírunk, a gyerekcsősz | My Babysitter's a Vampire | Benny Weir        | főszereplő magyar hangja Ungvári Gergő |
| 2010      |                          | Living in Your Car        | tinédzser fiú     | 1 epizód                               |
| 2009      |                          | How to Be Indie           | Carlos Martinelli | 3 epizód                               |